# Signalisation routière en Finlande
La signalisation routière en Finlande est réglementée par le règlement Tieliikenneasetus (5.3.1982/182), mais est actuellement réglementée par le texte Siirtymäsäännökset (8.5.2020/360).

## Panneaux de signalisation
Les panneaux d'avertissement sont triangulaires, mais contrairement à ceux de la plupart des autres États utilisant des panneaux d'avertissement triangulaires, les panneaux finlandais ont un fond jaune plutôt que blanc.

Virage dangereux à droite
Virage dangereux à gauche
Virages dangereux, premier virage à droite
Virages dangereux, premier virage à gauche
Colline raide vers le haut
Colline raide vers le bas
La route se rétrécit
Circulation bidirectionnelle
Pont-levis
Quai
Trafic en file d'attente
Une surface irrégulière
Des ralentisseurs
Travaux routiers
Copeaux en vrac
Route glissante
Des épaules dangereuses
Passage piéton
Piétons
Enfants
Cyclistes
Skieurs
Élan
Renne
Cerf
Carrefour dangereux
Jonction avec une petite route
Carrefour échelonné avec une petite route
Jonction latérale avec une route secondaire
Fusion de jonctions
Des signaux de trafic
Rond point
Tramway
Passage à niveau sans barrières
Passage à niveau avec portes
Distance au passage à niveau (300 m)
Distance au passage à niveau (200 m)
Distance au passage à niveau (100 m)
Passage à niveau à voie unique
Passage à niveau multivoie
Chutes de pierres
Avion volant à basse altitude
Vent de travers
Autres dangers

## Panneaux de priorité

Route prioritaire
Fin de la route prioritaire
Priorité sur les véhicules venant en sens inverse
Priorité aux véhicules venant en sens inverse
Cédez le passage
Arrêt
Traversée à vélo

## Panneaux d'interdiction
Les panneaux d'interdiction sont ronds avec un fond jaune et des bordures rouges, à l'exception des panneaux d'interdiction de stationnement et d'interdiction de stationner qui ont un fond bleu au lieu de jaune.

Fermé à tous véhicules dans les deux sens
Interdiction des véhicules à moteur
Interdiction des camions
Interdiction des combinaisons d'un véhicule et d'une remorque
Interdiction des véhicules agricoles
Interdiction des motos
Interdiction des véhicules tout-terrain
Interdiction des marchandises dangereuses
Interdiction des bus
Interdiction des cyclomoteurs
Interdiction aux cyclistes
Interdiction des cyclistes et des cyclomoteurs
Interdiction aux piétons
Interdiction des piétons ni de vélos
Interdiction des piétons, cycles et cyclomoteurs
Interdiction des cavaliers
Interdiction d'entrer
Interdiction de tourner à gauche
Interdiction de tourner à droite
Interdiction de faire demi-tour
Interdiction d'avoir une largeur hors tout supérieure à [...] mètres
Interdiction d'avoir une hauteur hors tout supérieure à [...] mètres
Interdiction de véhicules ou d'ensembles de véhicules dépassant [...] mètres
Interdiction des véhicules dépassant [...] tonnes de poids en charge
Interdiction des véhicules ou ensembles de véhicules dépassant [...] tonnes de poids en charge ou de classe de capacité portante
Interdiction des véhicules ayant un poids supérieur à [...] tonnes sur un essieu
Interdiction des véhicules ayant un poids supérieur à [...] tonnes sur un essieu tandem
Interdiction de dépasser
L'interdiction de dépasser se termine
Interdiction de dépasser aux camions
Fin de l’interdiction de dépasser les camions
Limite de vitesse maximale
Fin de la limite de vitesse maximale
Zone de limitation de vitesse maximale
Fin de la zone de limitation de vitesse maximale
Interdiction ou restriction s'appliquant à une ou plusieurs voies de circulation
Interdiction de rester debout ou de stationner
Interdiction de stationner
Interdiction de stationner sur une zone
L'interdiction de stationner prend fin
Zone d'attente des taxis
Zone d'arrêt des taxis
Zone de chargement
Stationnement alternatif (interdit les jours impairs du mois de 08h00 ce jour-là jusqu'à 08h00 le lendemain)
Stationnement alternatif (interdit les jours pairs du mois à partir de 08h00 ce jour-là jusqu'à 08h00 le lendemain)
Halte obligatoire (contrôle de la douane)
Halte obligatoire (contrôle de police)
Distance minimale entre les véhicules à moteur
Interdiction des véhicules équipés de pneus cloutés

## Panneaux obligatoires
Les panneaux obligatoires sont toujours des panneaux ronds bleus avec une bordure blanche.

Direction à suivre (tourner à droite uniquement)
Direction à suivre (tourner à gauche seulement)
Direction à suivre (tout droit uniquement)
Direction à suivre (tourner à droite devant)
Direction à suivre (tourner à gauche devant)
Direction à suivre (tourner à droite ou continuer tout droit)
Direction à suivre (tourner à gauche ou continuer tout droit)
Direction à suivre (tourner à gauche ou à droite)
Direction à suivre (avancer dans n'importe quelle direction)
Rond point
Passez ce côté (côté droit)
Passer ce côté (côté gauche)
Passer de chaque côté
Sentier
Piste cyclable
Piste obligatoire pour les piétons et les cyclistes
Voie obligatoire pour piétons et cyclistes (double voie)
Piste pour véhicules tout-terrain
Piste pour cavalier à cheval
Limite de vitesse minimum
Fin de la limitation de vitesse minimale

## Panneaux réglementaires spéciaux

Passage piéton
Parc relais
Parking
Placer les véhicules sur une place de parking
Lieu de passage
Arrêt de bus
Arrêt de tramway
Arrêt de taxi
Voie de bus
Voie pour bus et taxis
Fin de la voie réservée aux bus
Fin de la voie des bus et taxis
Voie de tramway
Voie de tramway et de taxi
Fin de la voie du tramway
Fin de la voie tramway et taxi
Piste cyclable
Circulation à sens unique
Autoroute
Fin de l'autoroute
Route pour véhicules automobiles
Fin de la route pour les véhicules à moteur
Tunnel
Fin du tunnel
Lieu d'arrêt d'urgence
Zone bâtie
Fin de l'agglomération
Quartier résidentiel
Fin du quartier résidentiel
Zone piétonne
Fin de la zone piétonne
Rue cyclable
Fin de la rue cyclable